# Dan Shomron
Dan Shomron, conosciuto come Yoni (Ashdot Ya'akov, 5 agosto 1937 – Ashdot Ya'akov, 26 febbraio 2008), è stato un generale israeliano, Capo di Stato maggiore della difesa.

## Biografia
Ufficiale della forze di difesa israeliane, nel 1956 combatté durante la crisi del canale di Suez. Nel 1967 comandò la prima unità di paracadutisti che durante la guerra dei sei giorni occupò il Sinai egiziano. Nel 1974, brigadiere generale, fu posto a capo delle truppe paracadutiste israeliane, e in questa veste coordinò nel 1976 l'operazione Entebbe.
Promosso Rav Aluf, fu nel 1983 il primo comandante delle Zro'a Ha-Yabasha.
Fu Capo di Stato maggiore della difesa dal 1987 al 1991.